# Ендрю Редмейн
Ендрю Редмейн (англ. Andrew Redmayne, нар. 13 січня 1989, Госфорд) — австралійський футболіст, воротар клубу «Сідней».
Виступав, зокрема, за клуб «Мельбурн Сіті», а також національну збірну Австралії.
П'ятиразовий чемпіон Австралії. Володар Кубка Австралії.

## Клубна кар'єра
Народився 13 січня 1989 року в місті Госфорд. Вихованець футбольної школи клубу «Сентрал-Кост Марінерс». Дорослу футбольну кар'єру розпочав 2007 року в основній команді того ж клубу, в якій провів два сезони, взявши участь у 4 матчах чемпіонату. Протягом 2010—2012 років захищав кольори клубу «Брисбен Роар».
Своєю грою за останню команду привернув увагу представників тренерського штабу клубу «Мельбурн Сіті», до складу якого приєднався 2012 року. Відіграв за команду з Мельбурна наступні три сезони своєї ігрової кар'єри.
Протягом 2015—2017 років захищав кольори клубу «Вестерн Сідней Вондерерз».
До складу клубу «Сідней» приєднався 2017 року. Станом на 13 червня 2022 року відіграв за команду із Сіднея 124 матчі в національному чемпіонаті.

## Виступи за збірні
Протягом 2008–2010 років залучався до складу молодіжної збірної Австралії. На молодіжному рівні зіграв у 27 офіційних матчах, пропустив два голи.
| Дата      | Місто      | Господарі      | Результат               | Гості     | Турнір            | Голи | Примітки |
| --------- | ---------- | -------------- | ----------------------- | --------- | ----------------- | ---- | -------- |
| 7-6-2019  | Пусан      | Південна Корея | 1 – 0                   | Австралія | товариський матч  | -1   |          |
| 11-6-2021 | Ель-Кувейт | Непал          | 0 – 3                   | Австралія | Відбір до ЧС 2022 | -    | 83'      |
| 13-6-2022 | Ер-Райян   | Австралія      | 0 – 0 д.ч. (5 – 4 п.п.) | Перу      | Відбір до ЧС 2022 | -    | 120'     |
| 25-9-2022 | Окленд     | Нова Зеландія  | 0 – 2                   | Австралія | товариський матч  | -    |          |
| Усього    |            | Матчів         | 4                       |           | Голів             | ?    |          |

## Титули і досягнення

### Командні
- Чемпіон Австралії (5):

«Брисбен Роар»: 2010-2011, 2011-2012
«Сідней»: 2016-2017, 2018-2019, 2019-2020
- Володар Кубка Австралії (2):

«Сідней»: 2017, 2023
- Переможець Юнацького чемпіонату АФФ (U-19) (1):

Збірна Австралії: 2008

### Індивідуальні
- Воротар року ліги А: 2018-2019
- Учасник гри всіх зірок А-Ліги: 2022[6]